# Кара-Кюнгей (Джалал-Абадская область)
Кара-Кюнгей (кирг. Кара-Күңгөй) — село в Токтогульском районе Джалал-Абадской области Кыргызстана. Входит в состав Чолпон-Атинского айылного аймака.

## География
Село расположено в северной части области, на левом берегу реки Узун-Ахмат, на расстоянии приблизительно 39 километров (по прямой) к северо-западу от города Токтогула, административного центра района. Абсолютная высота — 1259 метров над уровнем моря.

## Население
Согласно оценочным данным Национального статистического комитета Кыргызской Республики, численность населения села на начало 2023 года составляла 1716 человек.
| год     | 2009 | 2014 | 2015 | 2020 | 2021 | 2023 |
| ------- | ---- | ---- | ---- | ---- | ---- | ---- |
| человек | 1230 | 1664 | 1395 | 1665 | 1703 | 1716 |